# Бутенковский сельский совет
Бутенковский сельский совет (укр. Бутенківська сільська рада) — входит в состав Кобелякского района Полтавской области Украины.
Административный центр сельского совета находится в с. Бутенки.

## Населённые пункты совета
- с. Бутенки
- с. Бережновка
- с. Богдановка
- с. Ветрова Балка
- с. Вишнёвое
- с. Зелёное
- с. Колодяжно
- с. Славновка
- с. Чумаки
- с. Шапки

## Ликвидированные населённые пункты совета
- с. Жорняки
- с. Драбиновка